# Willie Gallacher
William Gallacher (ur. 25 grudnia 1881 w Paisley, zm. 12 sierpnia 1965 tamże), szkocki działacz związków zawodowych i komunista, współzałożyciel Komunistycznej Partii Wielkiej Brytanii, deputowany do Izby Gmin.
Jego ojciec był Irlandczykiem, matka pochodziła ze szkockiego Highlandu. W wieku 7 lat stracił ojca. Pracować zaczął w wieku 10 lat, początkowo w sklepie warzywnym. W 1912 r. rozpoczął pracę w Albion Motor Works w Glasgow. Został członkiem Niezależnej Partii Pracy oraz Federacji Socjaldemokratycznej.
Był przeciwnikiem udziału Wielkiej Brytanii w I wojnie światowej. Jako prezes Clyde Workers' Committee, organizował kampanię przeciwko Munitions Act, który zabraniał robotnikom opuszczania miejsca pracy. W 1916 r. został aresztowany na 6 miesięcy, kiedy wydawana przez niego i Johna Muira gazeta The Worker opublikowała antywojenny artykuł.
Po wojnie Gallacher działał na rzecz poprawy warunków pracy robotników. Zgłosił projekt 30 godzin pracy tygodniowo. W 1919 r. organizował strajki i demonstracje mające okazać poparcie dla tego postulatu. Jedną z takich demonstracji rozpędziło 31 stycznia na George Square wojsko przy użyciu wozów pancernych. Gallacher trafił do więzienia na 5 miesięcy.
W 1920 r. Gallacher został członkiem założycielem Komunistycznej Partii Wielkiej Brytanii. Kilkakrotnie bez powodzenia startował w wyborach parlamentarnych - w 1922 i 1923 r. w okręgu Dundee, w 1929 i 1931 r. w okręgu West Fife oraz w 1930 r. w okręgu Shipley. Dopiero w 1935 r. uzyskał mandat parlamentarny z okręgu West Fife. W 1936 r., razem z politykami Partii Pracy Staffordem Crippsem i Aneurinem Bevanem, rozpoczął kampanię na rzecz wsparcia Republiki Hiszpańskiej w zaczynającej się wojnie domowej.
Usprawiedliwiał agresję ZSRR na Polskę, co doprowadziło w Izbie Gmin do sporu z Johnem McGovern, posłem z Independent Labour Party.
Gallacher utracił miejsce w parlamencie w 1950 r. Był krytykiem zimnej wojny i Paktu Północnoatlantyckiego. W latach 1956–1963 był prezesem Komunistycznej Partii Wielkiej Brytanii. Zmarł w 1965 r.

## Publikacje
- Revolt on the Clyde, 1936
- The Chosen Few, 1940
- The Case for Communism, 1949
- The Tyrant's Might is Passing, 1954
- Last Memoirs, 1966